# Lancer de massue
Pour les articles homonymes, voir massue.
 (octobre 2023).
Si vous disposez d'ouvrages ou d'articles de référence ou si vous connaissez des sites web de qualité traitant du thème abordé ici, merci de compléter l'article en donnant les références utiles à sa vérifiabilité et en les liant à la section « Notes et références ».
Le lancer de massue est une discipline de l'athlétisme, qui consiste à lancer une massue en bois. Il s'agit de l'une des 4 disciplines de lancer aux jeux paralympiques (les trois autres sont le poids, le javelot et le disque).
Le lancer de massue est une discipline paralympique depuis les premiers  jeux paralympiques d'été en 1960 à Rome, à la fois chez les hommes et les femmes. La discipline a été retirée du programme femmes aux jeux de 1992 à Barcelone et a été réintroduite aux jeux paralympiques d'été de 2012 à Londres.

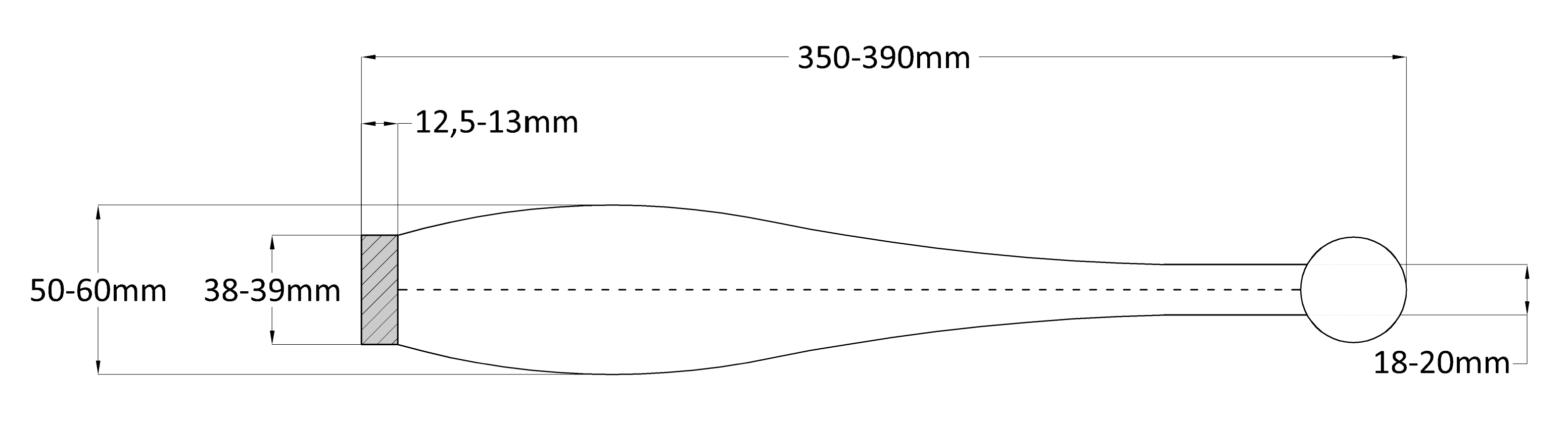
Dimensions de la massue.